# Goryeong
Quận Goryeong (Hán-Việt: Cao Linh) là một quận ở đạo (tỉnh) Gyeongsang Bắc, Hàn Quốc. Quận này có diện tích 383,7 km², dân số năm 2004 là 35.000 người.
Goryeong là trung tâm lịch sử của vương quốc cổ Daegaya.